# بییالبا د لا لما
بییالبا د لا لما (به اسپانیایی: Villalba de la Loma) یک شهرستان در اسپانیا است که در استان وایادولید واقع شده‌است.